# Thliptoceras epicrocalis
Thliptoceras epicrocalis là một loài bướm đêm trong họ Crambidae.